# エドゥアルド・グラウ
エドゥアルド・グラウ（Eduard Grau、1981年 - ）は、スペインの撮影監督である。

## 経歴
1981年、バルセロナに生まれる。ESCACとNFTSで学んだ。『シングルマン』や『［リミット］』、『アウェイクニング』などの撮影を手がけている。

## フィルモグラフィー

### 長編映画
- 騎士の名誉 Honor de cavalleria （2006年）
- シングルマン A Single Man （2009年）
- ［リミット］ Buried （2010年）
- アウェイクニング The Awakening （2011年）
- アイ・アム・ニューマン 新しい人生の見つけ方 Arthur Newman （2012年）
- 転落の銃弾 A Single Shot （2013年）
- フランス組曲 Suite Française （2014年）
- 未来を花束にして Suffragette （2015年）
- ザ・ギフト The Gift （2015年）
- アウトサイダーズ Trespass Against Us （2016年）
- ある少年の告白 Boy Erased （2018年）
- グリンゴ/最強の悪運男 Gringo （2018年）
- シークレット・ヴォイス Quién te cantará （2018年）
- ザ・ウェイバック The Way Back (2020年)
- ザ・ルーム・ネクスト・ドア The Room Next Door (2024年)